# Kantony Wschodnie (Kanada)

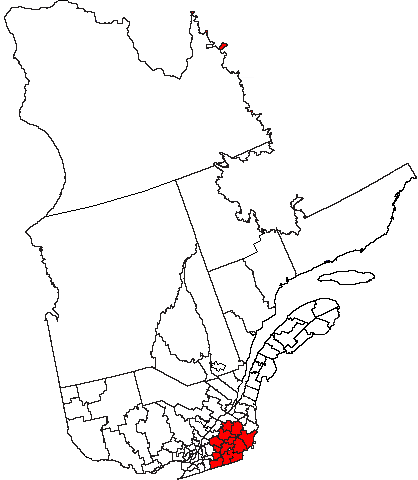
Kantony Wschodnie

Kantony Wschodnie (fr. Cantons de l'Est, ang. Eastern Townships) – kraina historyczna w Kanadzie, w prowincji Quebec. Leżą one w południowo-wschodnim Quebecu, na obszarze między Rzeką Świętego Wawrzyńca a granicą ze Stanami Zjednoczonymi. Kantony Wschodnie często są utożsamiane z regionem administracyjnym Estrie (którego nazwa pochodzi od słowa Est - wschód) lub z oficjalnym regionem turystycznym Cantons-de-l'Est (obejmującym obszar regionów administracyjnych Estrie i części Montérégie (MRC Brome-Missisquoi i La Haute-Yamaska)).
Historyczne Kantony Wschodnie obejmują obszar: 
- całego regionu administracyjnego Estrie
- MRC Brome-Missisquoi, La Haute-Yamaska i Acton w regionie Montérégie
- MRC Arthabaska, Drummond i L'Érable w regionie Centre-du-Québec
- MRC Les Appalaches w regionie Chaudière-Appalaches.

## Historia
Przed przybyciem Europejczyków obszar ten był zamieszkany przez Indian Abenaki. Od 1534 znajdował się w granicach Nowej Francji, jednak ze względu na to, że Francuzi osiedlali się niemal wyłącznie wzdłuż Rzeki Świętego Wawrzyńca, Kantony nie zostały przez nich zasiedlone. w 1763 cała francuska Kanada stała się kolonią brytyjską. Niedługo potem, w wyniku rewolucji amerykańskiej w regionie pojawiła się niewielka (większość osiedliła się na obszarze dzisiejszego Ontario) grupa anglojęzycznych lojalistów chcących pozostać podwładnymi brytyjskimi. Pochodzili oni w większości z Nowej Anglii i Nowego Jorku. Zasiedlony region został podzielony na kantony, stąd powstała nazwa (wschodnie odnosiło się do faktu, że znajdowały się na wschód od reszty kantonów lojalistycznych w Górnej Kanadzie). W latach późniejszych osiedlali się tutaj kolejni osadnicy z Nowej Anglii.
Pierwsi osadnicy francuskojęzyczni zaczęli pojawiać się w Kantonach Wschodnich w 1812' w latach 1840 Frankokanadyjczycy zaczęli masowo tam emigrować. Były to związane z dużym przyrostem naturalnym i w konsekwencji tego coraz bardziej dokuczliwym brakiem ziemi nad Rzeką Św. Wawrzyńca. To osadnictwo znacznie zmieniło strukturę etniczną regionu i sprawiło, że dziś ponad 90% ludności Kantonów Wschodnich jest francuskojęzyczna.